# Sébastien Rosseler
Sébastien Rosseler (Verviers, 15 juli 1981) is een voormalig Belgisch wielrenner. Rosseler werd bij de jeugd gezien als een groot talent, maar is zeer blessuregevoelig en miste daardoor al enkele voorjaren. Hij kan goed tijdrijden en door zijn brede lichaam is hij ook goed bewapend om over de kasseien te vliegen. Zijn bijnaam luidt de stier van Stoumont.
Op 16 juni 2015 maakte Rosseler bekend dat hij per direct stopt met professioneel wielrennen. 

## Belangrijkste overwinningen
2003
- Proloog Olympia's Tour
- 6e etappe Olympia's Tour
- 7e etappe Olympia's Tour

2007
- Ruddervoorde
- 7e etappe ENECO Tour (individuele tijdrit)

2008
- Ruddervoorde
- 4e etappe Circuit Franco-Belge

2009
- 4e etappe Vierdaagse van Duinkerke
- 5e etappe Ronde van België (individuele tijdrit)

2010
- 4e etappe Ronde van de Algarve
- Brabantse Pijl

2011
- 3e etappe deel B Driedaagse van De Panne (individuele tijdrit)
- Eindklassement Driedaagse van De Panne-Koksijde

2012
- Ploegenklassement Ronde van Catalonië
- 4e etappe Ronde van Italië (ploegentijdrit)

## Resultaten in voornaamste wedstrijden
| Jaar | Ronde van Italië | Ronde van Frankrijk | Ronde van Spanje |
| ---- | ---------------- | ------------------- | ---------------- |
| 2004 |                  |                     |                  |
| 2006 |                  |                     | 116e             |
| 2007 |                  | 104e                |                  |
| 2008 |                  | 98e                 |                  |
| 2009 |                  | 104e                |                  |
| 2010 |                  |                     |                  |
| 2011 |                  |                     |                  |
| 2012 | 125e             |                     |                  |

| Jaar | Milaan-San Remo | Gent-Wevelgem | Ronde van Vlaanderen | Parijs-Roubaix | Parijs-Brussel | Brabantse Pijl |  | Wereldranglijsten |
| ---- | --------------- | ------------- | -------------------- | -------------- | -------------- | -------------- |  | ----------------- |
| 2004 |                 | 9e            |                      |                |                |                |  |                   |
| 2006 |                 |               |                      |                |                | opgave         |  |                   |
| 2007 | 90e             |               | 109e                 | 21e            | 41e            | opgave         |  | 90e (UPT)         |
| 2008 |                 |               |                      |                | 5e             | opgave         |  | 27e (UPT)         |
| 2009 |                 |               |                      |                | 160e           |                |  | 267e (UWK)        |
| 2010 | 57e             | opgave        | opgave               | opgave         |                | ↑              |  |                   |
| 2011 | opgave          | 118e          | opgave               | 41e            |                |                |  |                   |
| 2012 |                 | opgave        |                      | opgave         |                | opgave         |  |                   |
| 2013 |                 | opgave        | opgave               | opgave         |                |                |  |                   |